# The Beaded Buckskin Bag
The Beaded Buckskin Bag è un cortometraggio muto del 1913 diretto da E.A. Martin. Prodotto dalla Selig e sceneggiato da Everett McNeil, il film aveva come interpreti Herbert Rawlinson, Adele Lane, George Hernandez, Henry Otto, William Hutchinson, Hobart Bosworth.

## Produzione
Il film fu prodotto dalla Selig Polyscope Company.

## Distribuzione
Distribuito dalla General Film Company, il film - un cortometraggio di una bobina - uscì nelle sale cinematografiche statunitensi il 30 giugno 1913.